# Annecys ansökan om olympiska vinterspelen 2018
Annecy ansökte om att få arrangera olympiska vinterspelen 2018. Den franska alpstadens motstånd bestod av Pyeongchang, Sydkorea och München, Tyskland. Utöver i Annecy planerades spelen till Chamonix och Mont Blanc samt La Clusaz och Le Grand Bornand, dessutom skulle en ensam anläggning ligga i La Plagne. På IOK:s 123:e kongress i Durban den 6 juli 2011 röstades Pyeongchang fram som arrangör med 63 röster. Annecy fick endast sju röster, vilket var det lägsta antalet röster vid omröstningar om vinterspel på sexton år.

## Bakgrund
Till en början var den franska olympiska kommittén (CNOSF) skeptisk till en Fransk ansökan om vinterspelen, och föredrog att fokusera på en ansökan om sommarspelen 2024. Från början var fyra franska städer intresserade av att ansöka om spelen: Annecy, Grenoble, Nice och Pelcoux. Den 24 september 2008 meddelade CNOSF att en av dessa städer skulle få söka spelen 2018. Annecy valdes officiellt till den franska ansökan av CNOSF den 18 mars 2009.
Edgar Grospiron, olympisk alpin mästare, var i början av ansökan frontfigur, assisterad av Jean-Claude Killy och Guy Drut. Grospiron avgick 12 december 2010, vilket höjde röster kring ansökans grund. Den 10 januari 2011 valdes Charles Beigbeder som ny ordförande för ansökan. Dessutom valdes Jean-Pierre Vidal och Pernilla Wiberg, båda olympiska mästare, till vice ordförande. Beigbeder valde Pierre Mirabaud som generaldirektör för ansökan. Mirabaud hade ett förflutet som lokalpolitiker vilket enligt Beigbeder var en bra erfarenhet i arbetet med ansökan.

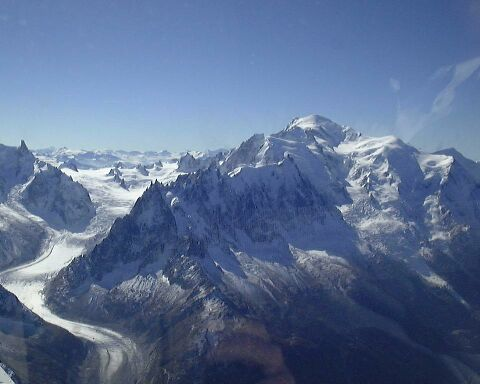
Mont Blanc

## Utvärdering
Den 12 februari 2011 avslutade IOK:s utvärderingskommission sin inspektion av Annecy som pågick i fyra dagar. Under en presskonferens i samband med inspektionen var ordföranden Gunilla Lindberg varsam med hyllningarna över ansökan. Men på den positiva sidan sade hon till journalisterna att IOK uppskattade det statliga stödet och förbättringen sedan de kritiserats för spridningen av arenor. Hon gav inte heller några ledtrådar kring huruvida kommissionen stött på några stora nackdelar med ansökan.
Frankrikes dåvarande president Nicolas Sarkozy reste till Annecy för att träffa IOK:s utvärderingskommitté. Sarkozy sade att "Regeringen kommer göra allt möjligt, ni kan vara säkra, för att Annecy ska bli vald som arrangör för olympiska vinterspelen 2018. En seger för Annecy kommer att bli en seger för hela nationen, som står bakom er." Medan han predikade ut sitt stöd för ansökan, tillade han att det skull bli en tuff kamp med svårt motstånd, och även om Annecy inte skulle vinna så vore det en enorm erfarenhet för regionen.

## Motstånd
Den 28 mars 2011 sa ordföranden för Annecys Anti-Olympiska Kommitté att de ville visa folket ansökans baksida och dess nackdelar. Gruppen sa sig ha samlat ihop 13 140 underskrifter som stödjer deras arbete mot ett spel i Annecy. Den oppositionella gruppen refererade till uppgifter publicerade av Around The Rings om att IOK hade gjort en undersökning som visade att enbart 51% av den lokala befolkningen var positiva till den Franska ansökan.

## Ansökan
I området som föreslogs i ansökan centrerad kring Annecy och Mont Blanc var 65% av arenorna redan byggda. I förhållande till bristande snö vid vinterspelen 2010 garanterade organisationen snö i området. Annecy är en liten stad så hela Haute-Savoie kommer att stå värd för spelen. Inklusive orter såsom Chamonix, Megève, La Clusaz, Morzine och Le Grand Bornand. Spritt på ett område med 50 kilometers radie blir restiden från Annecy inte mer än en timme. Av de tretton arenor som planerades behövdes sex uppgraderas permanent. Två anläggningar planerades redan att byggas. Fyra anläggningar hade byggts om Annecy hade tilldelats spelen. Kälksporten planerades att avgöras i La Plagne, samma anläggning som användes för vinterspelen 1992 och rustades upp 2008.
I juni 2010 blev Annecys ansökan kritiserad av IOK för att anläggningarna var så vida spridda. Detta fick organisationen att den 4 december 2010 presentera en ny "ultra-kompakt" lösning som skulle vara till freds för IOK. I den nya lösningen skulle alla anläggningar finnas inom ca 35 km från Annecy och Chamonix. All alpin skidåkning skulle hållas i Chamonix samt ishockeyn. Freestyle och snowboard skulle förläggas till Annecy. Curling flyttades i den nya lösningen till Annecy, vilket betydde en större OS-by. I den tidigare lösningen skulle en OS-by ligga vid Mont Blanc, men i den nya flyttades den till Chamonix.
Ansökningen hade en budget på 21 miljoner USD. 419 miljoner USD avsattes för byggandet av anläggningar och transport samt infrastruktur har en budget på 2,1 miljarder USD. Bland transportkostnaderna finns bland annat en sammankoppling mellan Flaine och Mont Blanc. Den närmsta flygplatsen för spelen hade blivit de i Lyon och i Genève som ligger cirka 35 minuter med bil bort.
Ansökans logga var en design blandad mellan alperna och specifikt Mont Blanc och bokstaven A som i Annecy.
| Betyg från arbetsgruppen                         |     | Poäng | Poäng |
| Betyg från arbetsgruppen                         | Min | Max   |       |
| ------------------------------------------------ | --- | ----- | ----- |
| Statligt och folkligt stöd samt rättsliga frågor | 6,9 | 9,0   |       |
| Generell infrastruktur                           | 5,4 | 6,9   |       |
| Sportanläggningar                                | 5,6 | 6,9   |       |
| Olympisk by                                      | 4,5 | 5,8   |       |
| Miljöpåverkan och miljöförhållanden              | 6,6 | 7,9   |       |
| Boende                                           | 6,1 | 7,2   |       |
| Transportkoncept                                 | 5,5 | 7,5   |       |
| Säkerhet                                         | 7,0 | 8,5   |       |
| Erfarenhet från tidigare sportevenemang          | 9,0 | 10,0  |       |
| Finans                                           | 6,9 | 8,5   |       |
| Allmänt koncept                                  | 4,0 | 7,0   |       |

## Resultat
På IOK:s 123:e kongress i Durban den 6 juli slutade Annecy sist i omröstningen. Med enbart 7 röster var Annecy chanslös mot segrande Pyeongchangs 63. Den 23 april 2010 presenterade IOK rapporten från sin arbetsgrupps utvärdering av ansökningarna. I rapporten fick Annecy lägst poäng i nio av elva områden. Alla medlemmar i arbetsgruppen gav poäng inom varje område på en tiogradig skala. I tabellen visas den högsta och lägsta poängen inom varje område.
| Högsta poäng i området. | Lägsta poäng i området. |